# 비학산
비학산(飛鶴山)은 대한민국 경상북도 포항시 북구 신광면과 기계면, 기북면의 경계에 있는 산이다.
해발 764M로 비학산 정상에 조상의 묘를 쓰면 후손이 번창한다는 전설이 전해져 오고 있다. 비학산 기슭에는 법광사지가 있는데 신라 진평왕때 세운 원찰로써 지금은 절터만 남아있고 조선시대에 만든 작은 절이 있다.

## 같이 보기
한국의 산